# NNN JUST NEWS
『NNN JUST NEWS』（エヌエヌエヌ ジャスト・ニュース）は、日本テレビ系列（NNN）で1975年1月6日から1984年3月31日まで放送された夕方の総合ニュース番組である。

## 放送概要
放送時刻は一貫して月曜日から土曜日までの夕方18時30分 - 18時50分（JST）。
日本テレビでは1974年4月期改編からそれまでスポットニュース枠だった夕方の『NNNニュースフラッシュ』を時間枠拡大で放送し（開始当初は『NNNニュース』、それまでの昼のNNNニュースは『NNN昼のニュース』に変更）、1975年1月にタイトル変更した。
番組名の「JUST NEWS」は「社会正義に立脚した公正なニュース」という意味である。

## 歴代のメインキャスター
| 期間                                    | 期間      | 男性     | 男性     | 女性       | 女性       | 土曜日              |
| 期間                                    | 期間      | 月 - 水  | 木・金   | 月 - 水    | 木・金     | 土曜日              |
| --------------------------------------- | --------- | -------- | -------- | ---------- | ---------- | ------------------- |
| 1975.1.6                                | 1978.4.1  | 福富達   | 佐藤昭   | 小池裕美子 | 石川牧子   | 佐藤昭 石川牧子     |
| 1978.4.3                                | 1980.3.29 | 福富達   | 國弘正雄 | 小池裕美子 | 石川牧子   | 國弘正雄 石川牧子   |
| 1980.3.31                               | 1982.3.26 | 福富達   | 國弘正雄 | 石川牧子   | 小池裕美子 | 國弘正雄 小池裕美子 |
| 1982.3.29                               | 1983.4.2  | 福富達   | 國弘正雄 | 荻原弘子   | 小池裕美子 | 國弘正雄 小池裕美子 |
| 1983.4.4                                | 1984.3.31 | 小林完吾 | 小林完吾 | 荻原弘子1  | 荻原弘子1  | 本多当一郎、青尾幸  |
| - 1 『NNN6:30きょうのニュース』も続投。 |           |          |          |            |            |                     |

## ネット局
系列は当番組終了時（1984年3月）のもの。
| 放送対象地域  | 放送局         | 系列                          | 備考                                |
| ------------- | -------------- | ----------------------------- | ----------------------------------- |
| 関東広域圏    | 日本テレビ     | 日本テレビ系列                | 制作・幹事局                        |
| 北海道        | 札幌テレビ     | 日本テレビ系列                |                                     |
| 青森県        | 青森放送       | 日本テレビ系列 テレビ朝日系列 |                                     |
| 岩手県        | テレビ岩手     | 日本テレビ系列                | [ 注釈 1 ]                          |
| 宮城県        | ミヤギテレビ   | 日本テレビ系列                |                                     |
| 秋田県        | 秋田放送       | 日本テレビ系列                |                                     |
| 山形県        | 山形放送       | 日本テレビ系列 テレビ朝日系列 |                                     |
| 福島県        | 福島中央テレビ | 日本テレビ系列                | [ 注釈 2 ]                          |
| 山梨県        | 山梨放送       | 日本テレビ系列                |                                     |
| 新潟県        | テレビ新潟     | 日本テレビ系列                | サービス放送開始の1981年3月25日から |
| 静岡県        | 静岡第一テレビ | 日本テレビ系列                | 開局翌日の1979年7月2日から          |
| 富山県        | 北日本放送     | 日本テレビ系列                |                                     |
| 福井県        | 福井放送       | 日本テレビ系列                |                                     |
| 中京広域圏    | 中京テレビ     | 日本テレビ系列                |                                     |
| 近畿広域圏    | 読売テレビ     | 日本テレビ系列                |                                     |
| 鳥取県 島根県 | 日本海テレビ   | 日本テレビ系列                |                                     |
| 広島県        | 広島テレビ     | 日本テレビ系列                | [ 注釈 3 ]                          |
| 山口県        | 山口放送       | 日本テレビ系列 テレビ朝日系列 |                                     |
| 徳島県        | 四国放送       | 日本テレビ系列                |                                     |
| 岡山県 香川県 | 西日本放送     | 日本テレビ系列                | [ 注釈 4 ]                          |
| 愛媛県        | 南海放送       | 日本テレビ系列                |                                     |
| 高知県        | 高知放送       | 日本テレビ系列                |                                     |
| 福岡県        | 福岡放送       | 日本テレビ系列                |                                     |
| 熊本県        | 熊本県民テレビ | 日本テレビ系列                | 開局日の1982年4月1日から            |
| 鹿児島県      | 鹿児島テレビ   | 日本テレビ系列 フジテレビ系列 | 1982年10月1日から                   |

## 補足
- 1980年10月1日に長野のNNN系列局としてテレビ信州が開局しているが放送当時はANNとのクロスネットで、朝・深夜はNNN、昼・夕方はANNと決めていたため、放送しなかった。また、九州のNNN系列局であるテレビ大分・テレビ宮崎、現在はFNN単独局のテレビ長崎はFNNの夕方の全国ニュースをネットしていて、この番組の時間帯もローカルニュースだったため放送しなかった。また、広島テレビ放送も、テレビ新広島（FNN/FNS系）が開局する1975年10月1日以後にNNN/NNSへのネット一本化に伴ってネットを開始しており、それまではFNNニュースをネットしていたため放送がなかった。
- 現在はFNN単独局の新潟総合テレビ（現・NST新潟総合テレビ）もクロスネット局当時この時間帯はアニメ枠であり、テレビ新潟開局まで新潟県では放送しなかった。
- キャスターの國弘正雄が挨拶を行うスタジオシーンで、走査線にビデオテープのドロップアウトが認められた事がある。当時のオープニングでは、いち早く導入された最新のタイプCフォーマットVTRをパンするシーンを流していたが、一部または全シーンを事前収録してオフライン放映していたと考えられる。
- 1982年3月20日土曜日は小池裕美子の代役として井田由美（日本テレビアナウンサー）が担当していた。
- 土曜は1983年4月2日まで木曜・金曜キャスターが担当していたが、1983年4月9日からは『NNN日曜夕刊』担当の本多当一郎、青尾幸が兼務することになった。
- 1983年4月4日から月曜 - 金曜は独自のオープニングやテーマ曲を使っていたが、土曜はオープニングでスタジオを映し『NNN朝のニュース』『NNN昼のニュース』『NNN日曜夕刊』と同じ15秒バージョンのテーマ曲を使っていた（後に平日エンディングと同じものに変更）。
- 北日本放送では18:50 - 19:00に自社制作のクイズ番組『ビバ!クイズ』を放送していたため18:50に当番組のネットを飛び降りており、後述の列島事件簿やAround The Worldは放送されなかった。
- 1979年6月2日の阪神タイガース戦（後楽園球場）で、江川卓（読売ジャイアンツ）がプロ野球デビューを果たした。その時は19時からプロ野球土曜ナイター中継が始まることになっていたが、それに先駆け1回の立ち上がりの部分についてディレード（映像には「中継録画」と表記。解説・中村稔、実況・小川光明）で放送された。

なおこの模様は千葉テレビ放送・テレビ神奈川・テレビ埼玉にトップリレーナイター（18:15-19:00）として放送されていた箇所で、以上3局が視聴できる地域は実質的な再放送であった。
またスコアカウントの表示はされていなかった（前述3局は各局出しにより表記）。
- 1981年5月21日には、福岡県の山田弾薬庫跡に「Buddy,care nuclear casualty(仲間よ、核災害に注意せよ)」の看板があることがスクープとして放送された。福岡放送では先にFBSニュースリポートで放送していたが、全国ニュースではこれが初である。折りしもライシャワー発言が新聞掲載されて3日後の放送であった。

## ネットしていた局の平日ローカルニュース
※ 当番組からワイドニュースを編成する局が現れた。スポットニュースのみも含む。
| 放送局名                   | 番組名                                                                                   |
| -------------------------- | ---------------------------------------------------------------------------------------- |
| STV 札幌テレビ             | STVニュース→STVニュースToday                                                             |
| RAB 青森放送               | 東奥日報ニュース→RABニュースレーダー（2024年現在も放送中）                               |
| TVI テレビ岩手             | テレビ岩手ニュース→ジャストニュース岩手→テレビ岩手ニュースワイド→テレビ岩手ニュースToday |
| mm34→MMT ミヤギテレビ      | MTBニュース→mm34ニュース→みやぎTODAY                                                     |
| ABS 秋田放送               | さきがけニュース→ワイドレーダーあきた→ABSニュースワイド                                  |
| YBC 山形放送               | 山形新聞ニュース→YBC6時です・ワイド60ニュースコーナー→YBCニュースToday                   |
| FCT 福島中央テレビ         | FCTニュース→ふくしまToday                                                                |
| NTV 日本テレビ             | NTVニュース→6時です!4チャンネル→NTVニュース                                              |
| YBS 山梨放送               | YBSテレビ夕刊→山日YBSワイドニュース                                                      |
| TNN（現・TeNY） テレビ新潟 | TNNニュース→TNNきょうの新潟→にいがたNOW                                                  |
| SDT 静岡第一テレビ         | 第一テレビニュース→Today静岡                                                             |
| KNB 北日本放送             | チャンネル1                                                                              |
| FBC 福井放送               | FBCニュース→TODAYふくい                                                                  |
| CTV 中京テレビ             | 中京テレビニュース→6時のNEWS→中京TODAY                                                   |
| YTV 読売テレビ             | よみうりニュース→テレトーク10→きんきTODAY                                                |
| NKT 日本海テレビ           | NKTニュース→ワイドニュース日本海                                                         |
| HTV 広島テレビ             | 広島テレビニュース→広島テレビニュースアイ                                                |
| KRY 山口放送               | KRYニュース→KRY テレビ夕刊                                                               |
| JR→JRT 四国放送            | 徳島新聞テレビ夕刊→フォーカス徳島（2024年現在も放送中）                                  |
| RNC 西日本放送             | RNCニュース→RNC6:00                                                                      |
| RNB 南海放送               | なんかいNEWS→なんかいワイドニュースtoday                                                 |
| RKC 高知放送               | RKCニュース→テレビレポートRKC6時です                                                     |
| FBS 福岡放送               | FBSニュース→FBSニュースリポート→FBS EVENING NEWS（17時台へ移動）                         |
| KKT くまもと県民テレビ     | KKTニュース                                                                              |
| KTS 鹿児島テレビ           | KTSテレビ夕刊                                                                            |

## 主なコーナー
- 列島事件簿（月～木、後続番組の「NNN6:30きょうのニュース」でも継続。NNN系列のカメラが撮影した事件・事故の映像をリレーで紹介。ナレーションは根岸雄一。）
- Around The World（金、読み:アラウンド・ザ・ワールド、内容は海外ニュースほか。）
- 健康と医学（土、『NNN6:30きょうのニュース』『NNNライブオンネットワーク』でも継続）

※…これらのコーナーの放送画面表記上のテロップは、前者が「NNN 列島事件簿」、後者が「NNN Around The World」だった（放映当時の「NNN」の画面表示は、正式なネットワークロゴである）。

## オープニング
- 放送開始から1976年3月まで
  - 他のNNNニュース（「朝のニュース」、『昼のニュース』、『きょうの出来事』）と同様、地球をモチーフにしたアニメーションに「ジャストニュースNNN」と出ていた。この当時と、後述の2代目は画面が右に行くほど「NNN」のクレジットスペースを確保するため、やや斜めに狭く書かれていた。
- 1976年4月から1980年3月まで
  - 「NNN」ロゴが波状になって（いわゆるウネウネ）表示されるOPに、回転する“ジャストニュース”ロゴが組み合わさったものが出ていた。
  - 何れも提供が表示されて（OPと提供の全国送出はこの当時行っていなかった）、挨拶「こんばんは、福富達（佐藤昭）です」→「小池裕美子（石川牧子）です」が流れる、というものであった。テーマ音楽は朝・昼のニュースや「日曜夕刊」、「きょうの出来事」、「よみうりニュース NNN」と同様、黛敏郎作曲の『NNNニュースのテーマ』だった。
  - 1979年、三枝成彰の作曲による新しいテーマ曲に変わった。また登場間もない1インチタイプCフォーマットVTR、BVH-1000 2台をパンするシーンが挿入された。
- 1980年4月から1983年3月まで
  - 6:30を示すスタジオの副調整室の時計を写し、そこから「NNN JUSTニュース」のロゴを出した。提供クレジット出し（各局による）の時に副調整室→スタジオをフェイドで写し、テーマソングが終わると司会者が2人揃って「こんばんは」と挨拶。その後男性司会者が「JUSTニュースです」とコメントして本編となった。テーマ音楽は、この頃からシンセサイザーの独自のテーマ曲になり、1982年4月からは曲のアレンジが変わり、それが朝・昼のニュースや『NNN日曜夕刊』にも使われるようになった。なお、JUSTニュースの曲は他で使われていた物よりも尺が平日は10秒ほど長く、土曜は2秒ほど短かった。しかし、1982年3月まで読売テレビではエンディングに『NNNニュースのテーマ』を引き続き使用していた（これは後続の『よみうりニュース NNN』（関西ローカル向け5分バージョン）にもそのまま使用された）。

※JUSTニュース以外のOPは、Nがたくさん飛んできて、タイトルになり、NNNの真ん中のNが残り、提供バックで回転していた（北日本放送・読売テレビでは三枝成彰作曲のテーマ曲更新後もこのOPを「NNN日曜夕刊」以外一切使用しなかった）。
- 1983年4月から終了まで
  - CGアニメーションで「NNN JUST NEWS」タイトルロゴを出し、直後映像が切り替わって小林が「こんばんは。JUST NEWSです」（または「司会の小林完吾です」）と挨拶した後、ヘッドラインを字幕で表し、提供クレジットのところで小林がキャスター席に座り、スタジオ全景を写したというものだった。その半年後にはヘッドラインと提供クレジットの部分がCGになり、そのCGの表示が終わったあと、小林と荻原の映像が映し出され、そのあと2人で「皆さんこんばんは」と挨拶していた。なお、この末期のみ独自のテーマ音楽を流していた。
  - 後期のヘッドラインはそのニュースの映像に要約の字幕を全面に出した形で表示されていた。

※土曜は当初先代のテーマ曲（朝・昼のニュースや日曜夕刊で使用の短縮版）だったが、その後スポンサークレジット部分をスローテンポにした音楽に変更され（エンディングのスポンサークレジットと同じ）、いずれも図形テロップでタイトルロゴを出した。

## 番組テーマ曲
1980年3月までは他のニュース番組と同じく黛敏郎作曲のテーマ曲を使用していた。
1980年4月からは三枝成彰作曲のテーマ曲の使用していた。1982年4月から1991年9月までは当番組テーマ曲の15秒バージョンが『NNN朝のニュース』『NNN昼のニュース』『NNN日曜夕刊』で使用されていた。また読売テレビではこれ以外に『よみうりニュース NNN』でも本社屋移転時のマスター更新まで『NNN朝のニュース』などのテーマ曲を使用していた。

## ロゴ出し
- 札幌テレビ等一部の系列局では、オープニング中のタイトルロゴの右下に局の略称ロゴを出していた。(JNNではよく見られたパターン。)

## タイトルロゴ変遷
- 1975年1月 - 1980年3月：ジャストニュースNNN
- 1980年4月 - 1983年3月：NNN JUSTニュース
- 1983年4月 - 1984年3月：NNN JUST NEWS

## スポンサー
- 当番組から『NNN6:30きょうのニュース』→『NNNライブオンネットワーク』→『NNNニュースプラス1』前期（1995年ごろ）までの間、番組スポンサーはネットワークセールス+各放送局ごとのローカルセールスの複数企業が協賛していたため、提供クレジット出し（読み）は各放送局個別で行っていた。